# Svecisme
Ordet svecisme er afledt af middelalderlatin Svecia, som betyder Sverige, og er en sprogejendommelighed (f.eks. i dansk) som skyldes indflydelse fra svensk.
| Sprog | Spire Denne artikel om sprog er en spire som bør udbygges. Du er velkommen til at hjælpe Wikipedia ved at udvide den. |